# Cultura Noua
Cultura Noua este una din multele culturi din epoca bronzului (mileniile II-I î.Hr.), descoperită în România. A fost denumită astfel după o suburbie a orașului Brașov, unde a fost descoperit un mormânt datând din această perioadă istorică.
Importanța studierii culturii arheologice Noua rezidă în faptul că situarea acesteia la finalul epocii bronzului târziu și începutul Hallstattului coincide cu momentul în care pe teritoriul României apar populațiile care vor da naștere, mai târziu, grupului etnic geto-dac. Studierea culturii Noua aduce răspunsuri la întrebările legate de modul în care s-au închegat diferitele grupuri etnice prezente pe teritoriul României, oferind o viziune de ansamblu asupra unui fenomen de sinteză culturală care a produs primele etnii importante din partea răsăriteană a Europei.
Prin complexitatea problemelor pe care le aduce în discuție, cultura Noua iese din sfera spațiului carpato-dunărean, ilustrând un fenomen istoric universal, nu doar o parte a evoluției istorice de pe teritoriul românesc.
Cultura Noua s-a dezvoltat pe un fond preexistent, aparținând culturilor din bronzul mijlociu (cu precădere Monteoru, Costișa-Komariv). În urma contactului cu elemente provenite din cultura Sabatinovka, prezentă pe teritoriul actual al Ucrainei, s-a format cultura Noua. Majoritatea istoricilor acceptă faptul că existența culturii Noua are loc în intervalul cuprins între sfârșitul secolului al XIV-lea și secolul al XII-lea.
Cultura Noua este răspândită în regiunile României: Moldova, podișul Transilvaniei și nord-estul Munteniei. În Dobrogea întâlnim varianta regională a acestei culturi, cunoscută sub denumirea de Coslogeni. Elementele Noua au fost descoperite și în Republica Moldova, de la Nistrul mijlociu până la Prut, iar în Ucraina începând din regiunea subcarpatică și ajungând până în sudul țării.